# Jazeera Airways
Pour les articles homonymes, voir Al Jazira.
Jazeera Airways, (code AITA : J9 ; code OACI : JZR) est une compagnie aérienne privée basée au Koweït. Elle assure des vols réguliers depuis l'aéroport international de Koweït vers des destinations au Moyen-Orient, en Inde et en Europe.

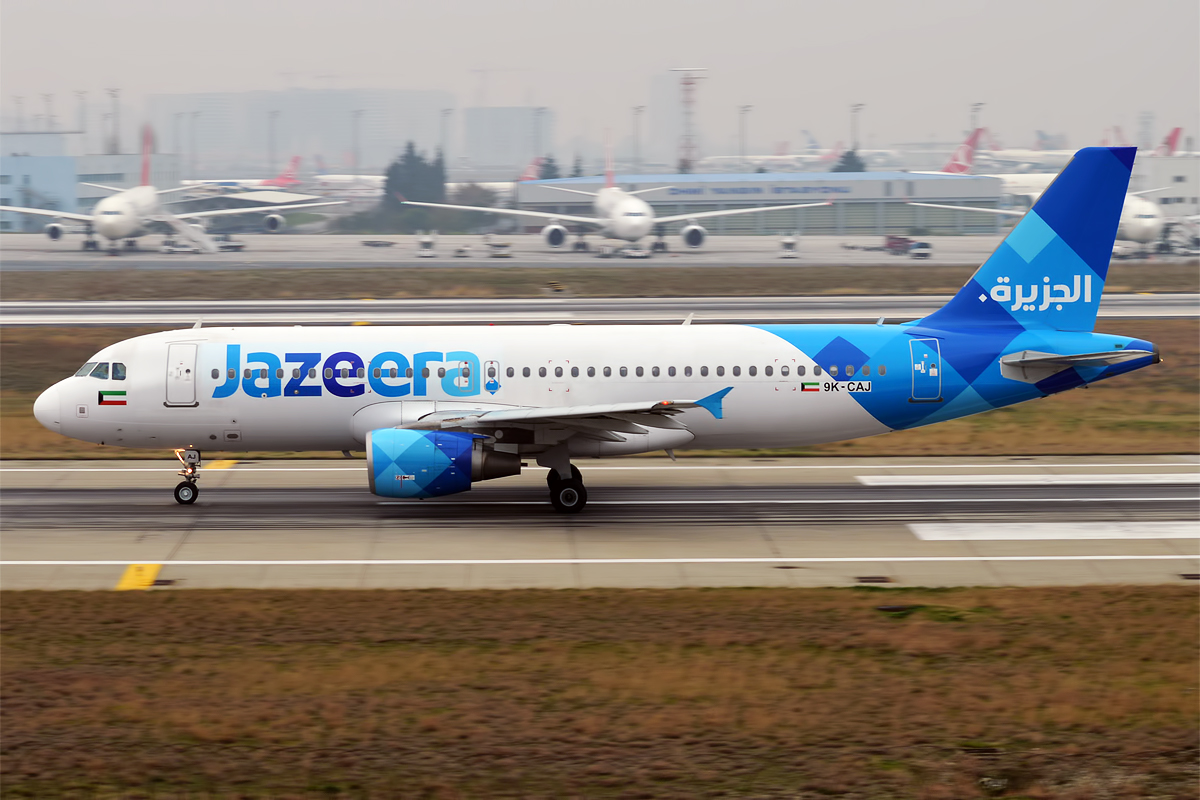
Un Airbus A320 de la compagnie

## Histoire
En 2004, le Gouvernement koweïtien autorise (par le décret No 99), la création d'une compagnie aérienne de droit privé.
Jazeera Airways a réalisé son premier vol le 30 octobre 2005, avec une flotte uniquement composée d'Airbus A320, avec tous les fauteuils en cuir.
Jazeera Airways dispose d'un capital de 10 millions de dinars koweïtien (35 millions USD) reparti comme suit, Boodai Group (30 %) et entreprises publiques (70 %).

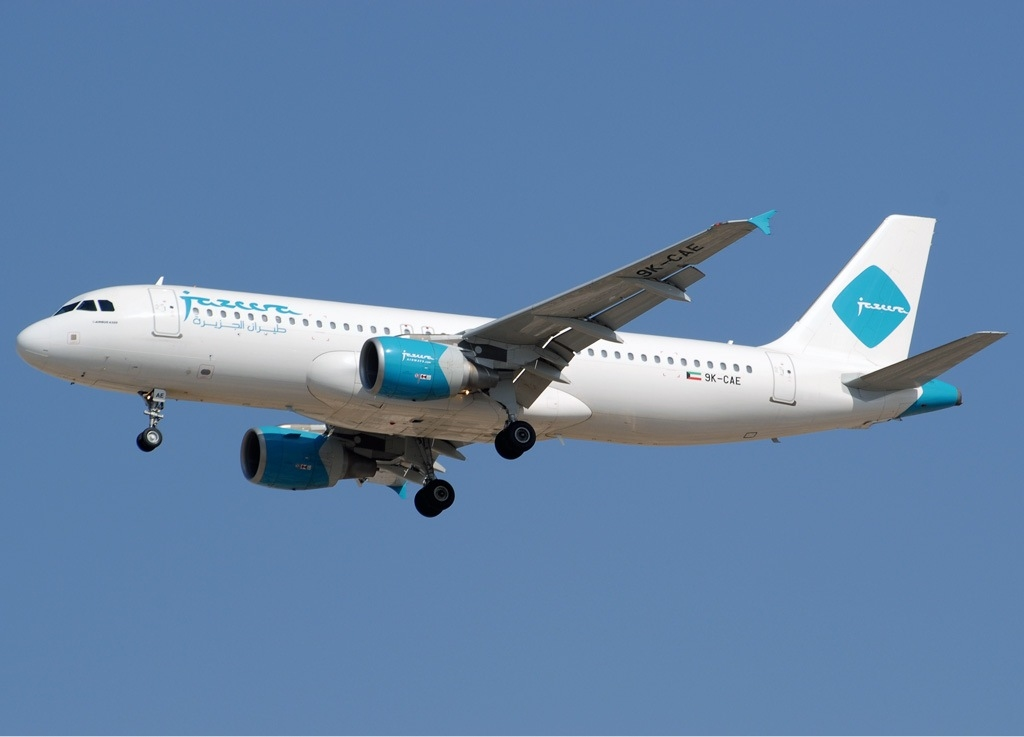
Airbus A320 de Jazeera Airways avec l'ancienne livrée

## Flotte

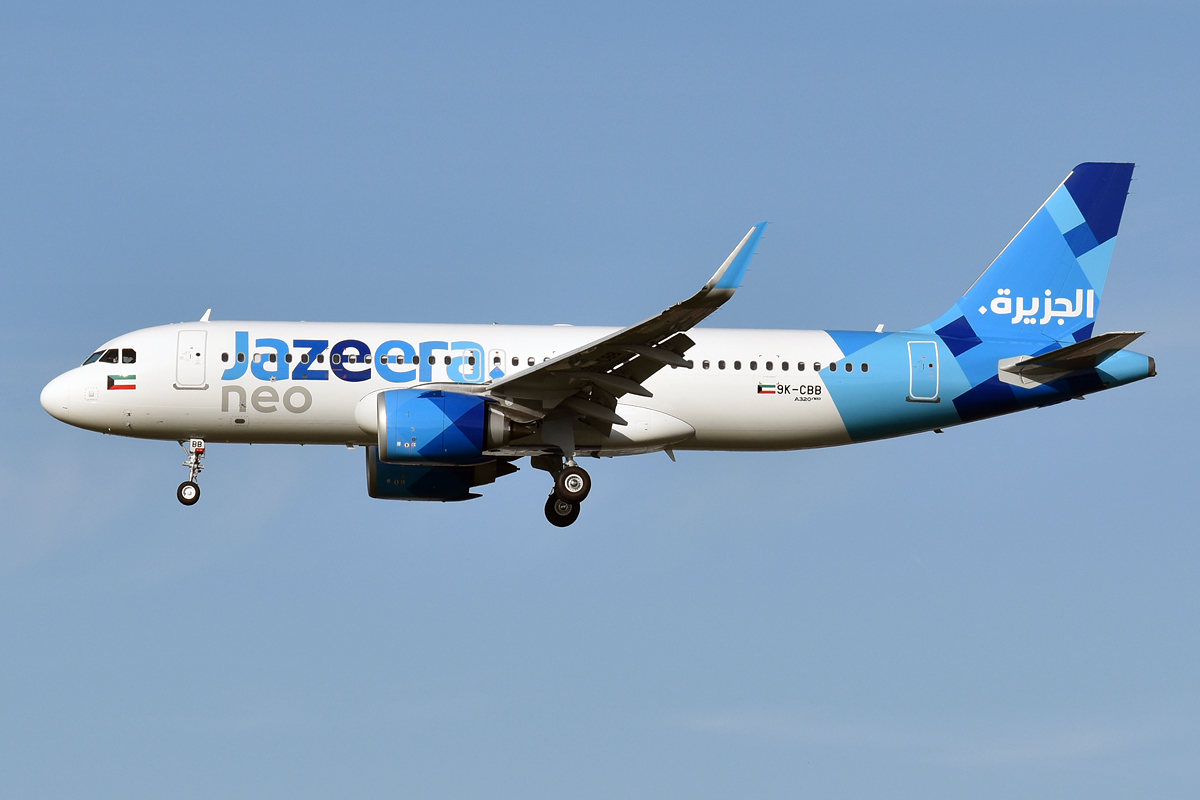
Airbus A320-251N de Jazeera Airways, (9K-CBB)